# أندريه لويس (لاعب كرة قدم، مواليد 1994)
أندريه لويس (بالبرتغالية: André Luis Silva de Aguiar‏) هو لاعب كرة قدم برازيلي في مركز الهجوم، ولد في 3 سبتمبر 1994 في سانتاريم في البرازيل. لعب مع غريميو بورتو أليغرينزي.

## وصلات خارجية
- أندريه لويس (لاعب كرة قدم برازيلي) على موقع قاعدة بيانات كرة القدم.إي يو (الإنجليزية)
- أندريه لويس (لاعب كرة قدم برازيلي) على موقع Soccerway.com (الإنجليزية)